# 复制传播
在计算机科学中，复制传播（copy propagation）是一种编译器优化技术，在GCC、LLVM等大型编译器中均有使用此技术。
假设有一直接赋值语句（direct assignment） {\displaystyle x:=y} ，则 {\displaystyle x} 是其赋值目标， {\displaystyle y} 是这个赋值语句的值。那么复制传播便是将代码中所有出现的、能被替换的 {\displaystyle x} ，统统直接替换成该语句的值 {\displaystyle y} 的一个过程。
在计算什么赋值目标能被安全地替换时，复制传播经常会使用到定义可达性、use-def链、def-use链这些算法。以 {\displaystyle x:=y} 为例，如果 {\displaystyle x} 这个赋值目标在程序中的某个点 {\displaystyle p} 之前从未被重新赋值过，则在点 {\displaystyle p} 以前都可以安全地使用 {\displaystyle y} 替代 {\displaystyle x} 。

## 范例
对于以下代码：
```
   x = y
   z = 3 + x
```

经过复制传播转换后，会形成以下代码：
```
   z = 3 + y
```

可见原代码中多余的赋值操作已被复制传播消除。由于其它优化技术，如公共子表达式消除经常会产生这种类型的多余赋值操作，因此复制传播属于是一种尤为重要的“代码清理”优化。

## 相关链接
- 复制省略
- 常数折叠

## 补充书目、地址与网址
- Muchnick, Steven S. Advanced Compiler Design and Implementation. Morgan Kaufmann. 1997.